# Goniurosaurus orientalis
Goniurosaurus orientalis — вид геконоподібних ящірок родини еублефарових (Eublepharidae). Ендемік Японії.

## Поширення і екологія
Goniurosaurus orientalis мешкають на островах Тонакісіма, Токасікідзіма, Ієдзіма і Акадзіма в групі Окінавських островів в архіпелазі Рюкю. Вони живуть в субтропічних лісах, серед вапнякових скель. Ведуть нічний спосіб життя, живляться комахами і павуками. Відкладають яйця, в кладці 2 яйця.

## Збереження
МСОП класифікує цей вид під загрозою зникнення. Goniurosaurus orientalis загрожує знищення природного середовища.